# Teliżynci (obwód kijowski)
Teliżynci (ukr. Теліжинці) – wieś na Ukrainie, w obwodzie kijowskim, w rejonie białocerkiewskim. W 2001 roku liczyła 985 mieszkańców.